# أليس دونبار نيلسون
أليس دونبار نيلسون (بالإنجليزية: Alice Dunbar Nelson)‏ هي صحفية ومؤلفة وكاتِبة وشاعرة أمريكية، ولدت في 19 يوليو 1875 في نيو أورلينز في الولايات المتحدة، وتوفيت في 18 سبتمبر 1935 في فيلادلفيا في الولايات المتحدة.

## السياق البلاغي
يشمل السياق البلاغي لكتابات أليس دونبار نيلسون الموضوع والهدف والجمهور والمناسبة. «تناولت كتابات دونبار نيلسون القضايا التي واجهت الأميركيين الأفارقة وقضايا النساء في ذلك الوقت». وفي مقالاتها مثل «النساء الزنجيات في أعمال الحرب» (1919)، و«السياسة في ديلاوير» (1924)، و«الهستيريا»، و«هل حان الوقت لوضع كليات الزنوج في الجنوب تحت إدارة معلمين زنوج؟»، فقد تُبين الأمثلة على ذلك دور المرأة السوداء في الحياة المهنية والتربية ودورها في الحركات المعادية للإعدام آنذاك. تُعرب دونبار نيلسون في كتاباتها عن إيمانها بالمساواة بين الأعراق وتدعو أيضًا للمساواة بين الرجال والنساء. كانت دونبار نيلسون تعتقد أن الأمريكيين من أصل أفريقي يجب أن يكون لهم حق الوصول المتساوي إلى المؤسسات التعليمية والوظائف وحقوق الرعاية الصحية والنقل والحقوق الأخرى الممنوحة من قِبل الدستور والحكومة. بدأت نهضتها ودعمها لقضايا عرقية ونسوية معينة تظهر في مطلع القرن العشرين، إذ ناقشت بشكل علني حركة حق التصويت للنساء في الولايات الأميركية الوسطى. وفي عام 1918، قامت رسميًا بدور الممثل الميداني للجنة المرأة التابعة لمجلس الدفاع، بعد سنوات قليلة فقط من زواجها من روبرت جيه. نيلسون الذي كان شاعرًا وناشطًا اجتماعيًا أيضًا. وقد ساهمت دونبار بشكل كبير في مجال الصحافة الأمريكية الأفريقية مثل صحيفة ويلمينغتون أدفوكات وصحيفة ذا دونبار سبيكر آند إنترتينر. وبعد دورها القيادي ضمن لجنة المرأة، تقلَّدت أليس منصب السكرتارية التنفيذية للجنة الأصدقاء الأمريكية الداعية للسلام بين الأعراق، الأمر الذي عُدَّ آنذاك أحد أبرز ما قامت به باعتبارها ناشطة اجتماعية. فقد نجحت أليس دونبار نيلسون بتأسيس صحف ومقالات مشتركة في مجال التحرير المهني/ النسائي والتي ركزت فيها على القضايا الاجتماعية التي ناضلت ودافعت عنها الأقليات والنساء في أميركا خلال عشرينيات القرن العشرين، وقد نالت شهرة بشكل خاص بسبب اكتسابها لجمهور داعم دولي استخدمته للتعبير عن رأيها.
خصَّصت أليس دونبار الكثير من كتاباتها حول قضية اللون العرقي - الأبيض والأسود. وفي سيرتها الذاتية تحت عنوان «باس أنكلز يتحدثون»، تناقش أليس الصعوبات التي واجهتها كامرأة من عرق مختلط في لويزيانا. وهي تستذكر العزلة التي شعرت بها عندما كانت طفلة، وإحساسها بعدم الانتماء إلى أي من العرقين أو حتى قبولهما. وقالت إنها لُقبت باسم «زنجي نصف أبيض» عندما كانت صغيرة، في حين أن البالغين لم يكونوا شريرين لهذه الدرجة عند إطلاقهم الأسماء عليها إلا أنهم رفضوا وجودها بينهم. وقد رفضها كل من السود والبيض لكونها «بيضاء جدًا». ولم يعتقد زملاؤها البيض في العمل أنها كانت بيضاء بما فيه الكفاية، في حين لم يعتقد زملائها السود بأنها كانت سوداء بما فيه الكفاية للعمل معهم. وكتبت عن صعوبة أن تكون شخصًا مُتعدد الاعراق وذلك لأن «الزنوج وأفراد مجموعة براس أنكلز كان عليهم أن يتحمَّلوا الكراهية وتحامل العرق الأبيض». وقد رُفضت الكثير من كتابات دونبار نيلسون لأنها تناولت موضوع اللون وقضايا القمع وموضوع العنصرية. ولم تنج في نشر إلا القليل من كتاباتها لأنها كانت تُعتبر غير قابلة للتسويق. بيد أنها تمكنت من نشر كتابها عندما سادت قضايا العنصرية والقمع وأصبحت أكثر تداولًا.
إلى جانب نساء أخريات من عصر نهضة هارلم، كتبت دونبار نيلسون عن المظالم التي تواجه الجنود السود من الذكور. وقد تناولت هذا الموضوع في مسرحيتها المؤلفة من مشهد واحد التي كتبتها عام 1918, والتي أظهرت من خلالها فكرة التّهديد المستمر بالموت الغوغائي على المجتمعات الجنوبية التي يقطنها السُّود, وهو ما يتناقض مع التضحية التي يقوم بها الرجال السود باعتبارهم جنودًا أمريكيين. تحاول في هذه المسرحية أن توصل رسالة مفادها بأن الجنود السُّود سيطالبون بحق المواطنة الكاملة عند عودتهم من الحرب التي يقاتلون فيها لصالح الولايات المتحدة.

## وصلات خارجية
- أليس دونبار نيلسون على موقع الموسوعة البريطانية (الإنجليزية)
- أليس دونبار نيلسون على موقع إن إن دي بي (الإنجليزية)